# Зніт розмаринолистий
Зніт розмаринолистий, хамерій Додонея як Chamerion dodonaei  (Epilobium dodonaei) — вид рослин з родини онагрових (Onagraceae), поширений у Європі від Франції до України та в західній Азії.

## Опис
Багаторічна рослина 20–100 см. Стебло тільки біля основи голе, вище притиснуто-волосисте. Листки 2.5–4.5(6) см завдовжки, лінійні або лінійно-ланцетні, з 1 поздовжньої жилкою і ледь помітними бічними, цілокраї або невиражено розставлено-зубчасті. Пелюстки 7–10 мм довжиною, світло-рожеві, без нігтика. Насіння покрите дрібними сосочками.

## Поширення
Поширений у Європі від Франції до України та в західній Азії (Туреччина, Вірменія, Азербайджан, Грузія).
В Україні вид зростає у лісах, кам'янистих або піщаних місцях — у пд.-зх. ч. лісових районів і Лісостепу (від Закарпаття до ок. Львова та західного Лісостепу).